# Hypoxis lejolyana
Hypoxis lejolyana är en enhjärtbladig växtart som beskrevs av Justyna Wiland. Hypoxis lejolyana ingår i släktet Hypoxis och familjen Hypoxidaceae. Inga underarter finns listade i Catalogue of Life.